# 823

## Události
- Císař Junna usedl na japonský Chryzantémový trůn

## Narození
- 13. červen – Karel II. Holý, západofranský král a římský císař
- 27. září – Ermentruda Orleánská, první manželka Karla II. Holého

## Hlavy států
- Papež – Paschal I.
- Anglie
  - Wessex – Egbert
  - Essex – Sigered
- Franská říše – Ludvík I. Pobožný + Lothar I. Franský
- První bulharská říše – Omurtag
- Byzanc – Michael II.
- Svatá říše římská – Ludvík I. Pobožný + Lothar I. Franský